# Iringaprom
Iringaprom es una ciudad censal situada en el distrito de Thrissur en el estado de Kerala (India). Su población es de 12343 habitantes (2011). Se encuentra a 24 km de Thrissur y a 87 km de Cochín.

## Demografía
Según el censo de 2011 la población de Iringaprom era de 12343 habitantes, de los cuales 5768 eran hombres y 6575 eran mujeres. Iringaprom tiene una tasa media de alfabetización del 96,84%, superior a la media estatal del 94%: la alfabetización masculina es del 97,55%, y la alfabetización femenina del 96,23%.